# Dysdera tartarica
Dysdera tartarica este o specie de păianjeni din genul Dysdera, familia Dysderidae, descrisă de Kroneberg, 1875. Conform Catalogue of Life specia Dysdera tartarica nu are subspecii cunoscute.